# Cosnac
Cosnac is een gemeente in het Franse departement Corrèze (regio Nouvelle-Aquitaine). De plaats maakt deel uit van het arrondissement Brive-la-Gaillarde. Cosnac telde op 1 januari 2022 3.042 inwoners.

## Geschiedenis
De plaats werd voor het eerst vernoemd in 913 en tegen 969 was er sprake van een parochie. In de 11e eeuw was er al sprake van heren van Cosnac en hun kasteel. In de loop van de 13e en 14e eeuw begon het huis de Cosnac in bezit en aanzien te groeien. Rond 1300 bouwden zij een nieuw kasteel en een nieuwe kerk. In de 16e eeuw werd een nieuw kasteel gebouwd dat in 1720 nog werd uitgebreid met een vleugel. De familie de Cosnac had ook een stadspaleis in Brive (nu de zetel van de onderprefectuur).

## Geografie
De oppervlakte van Cosnac bedroeg op 1 januari 2022 19,98 vierkante kilometer; de bevolkingsdichtheid was toen 152,3 inwoners per km².
De gemeente is heuvelachtig en ligt op een gemiddelde hoogte van 260 meter, waarbij het zuidoosten het hoogst is gelegen.
De onderstaande kaart toont de ligging van Cosnac met de belangrijkste infrastructuur en aangrenzende gemeenten.

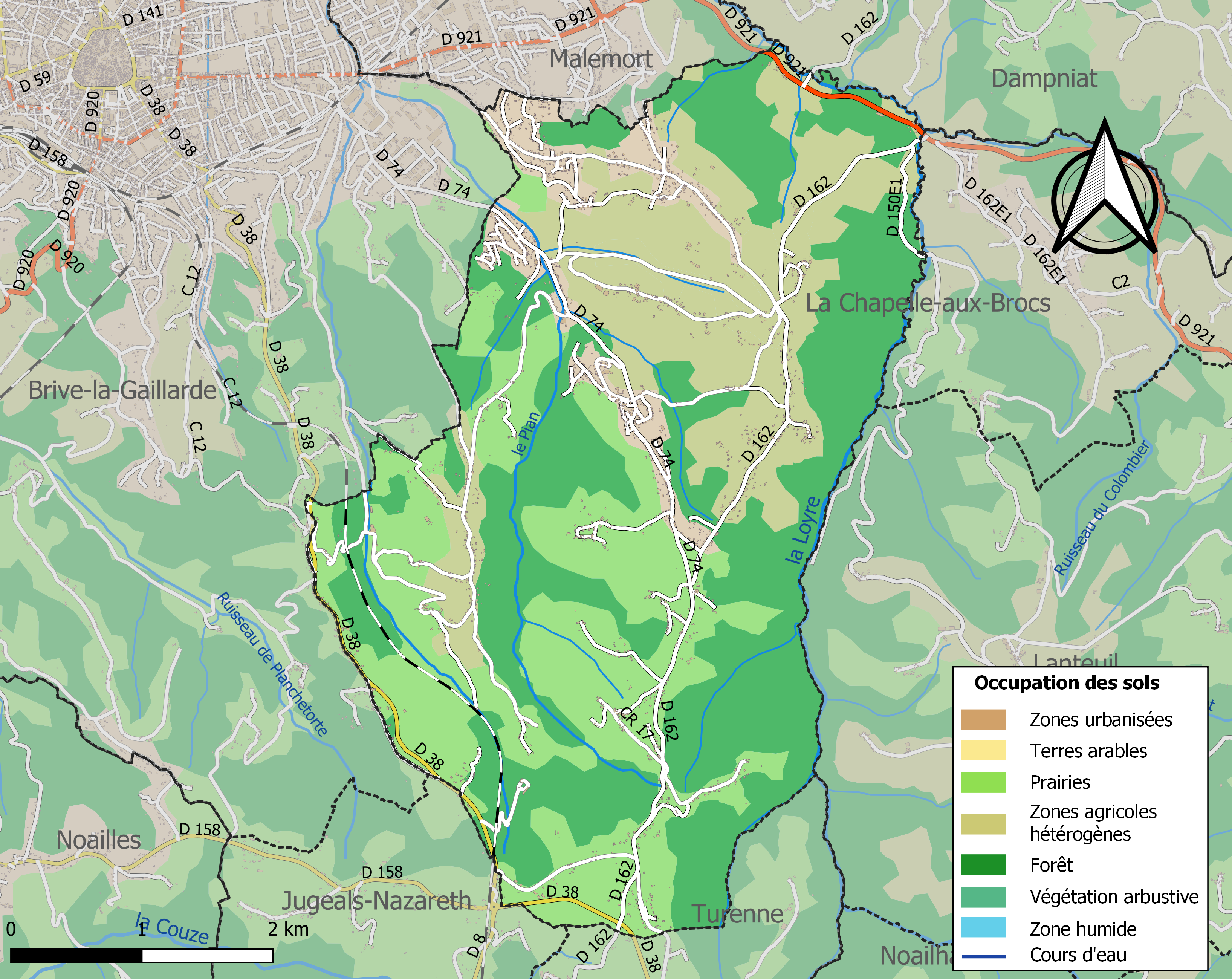

## Demografie
Onderstaande figuur toont het verloop van het inwonertal (bron: INSEE-tellingen).

## Geboren in Cosnac
- Daniel de Cosnac (1628-1708), graaf-bisschop van Valence en Die, aartsbisschop van Aix-en-Provence en prins van Soyons